# Lingyuan
För andra betydelser, se Lingyuan (olika betydelser).
Lingyuan är en stad på häradsnivå som lyder under Chaoyangs stad på prefekturnivå i Liaoning-provinsen i nordöstra Kina. Den ligger omkring 350 kilometer väster om provinshuvudstaden Shenyang. 